# Nicky Pastorelli
Nicky Pastorelli (ur. 11 kwietnia 1983 w Hadze) – holenderski kierowca wyścigowy.

## Kariera
Karierę jak większość kierowców rozpoczął od kartingu w którym ścigał się do roku 2000. Wtedy to wystartował w Formule Arcobaleno League, a dwa lata później zdobył mistrzowski tytuł w Formule Renault 2000.
W 2003 roku Nicky wystartował w Europejskiej Formule 3000 i zadziwił wielu swoimi bardzo dobrymi występami w pierwszym roku startów w tej serii. W kolejnym sezonie zdobył już tytuł mistrzowski serii startując w czołowym zespole Draco Junior Team.
Uzyskiwane wyniki sprawiły, że Pastorelli został zaproszony w grudniu 2004 roku na testy w zespole Walker Racing startującym w serii Champ Car oraz w styczniu 2005 w zespole Formuły 1 Minardi. W sezonie 2005 był oficjalnym kierowcą testowym zespołu Jordan Grand Prix w Formule 1.
W 2006 roku startował bez większego powodzenia w serii Champ Car World Series w barwach zespołu Rocketsports Racing, zajmując w klasyfikacji końcowej sezonu 17. miejsce.
W sezonie 2008 startował w American Le Mans Series w zespole VICI Racing ścigającym się w klasie GT2 samochodem Porsche 997 GT3-RSR.

## Starty w Champ Car
| Rok  | Zespół              | Starty | Zwycięstwa | Punkty | Pozycja końcowa |
| ---- | ------------------- | ------ | ---------- | ------ | --------------- |
| 2006 | Rocketsports Racing | 9      | 0          | 73     | 17              |